# Markus Sackmann

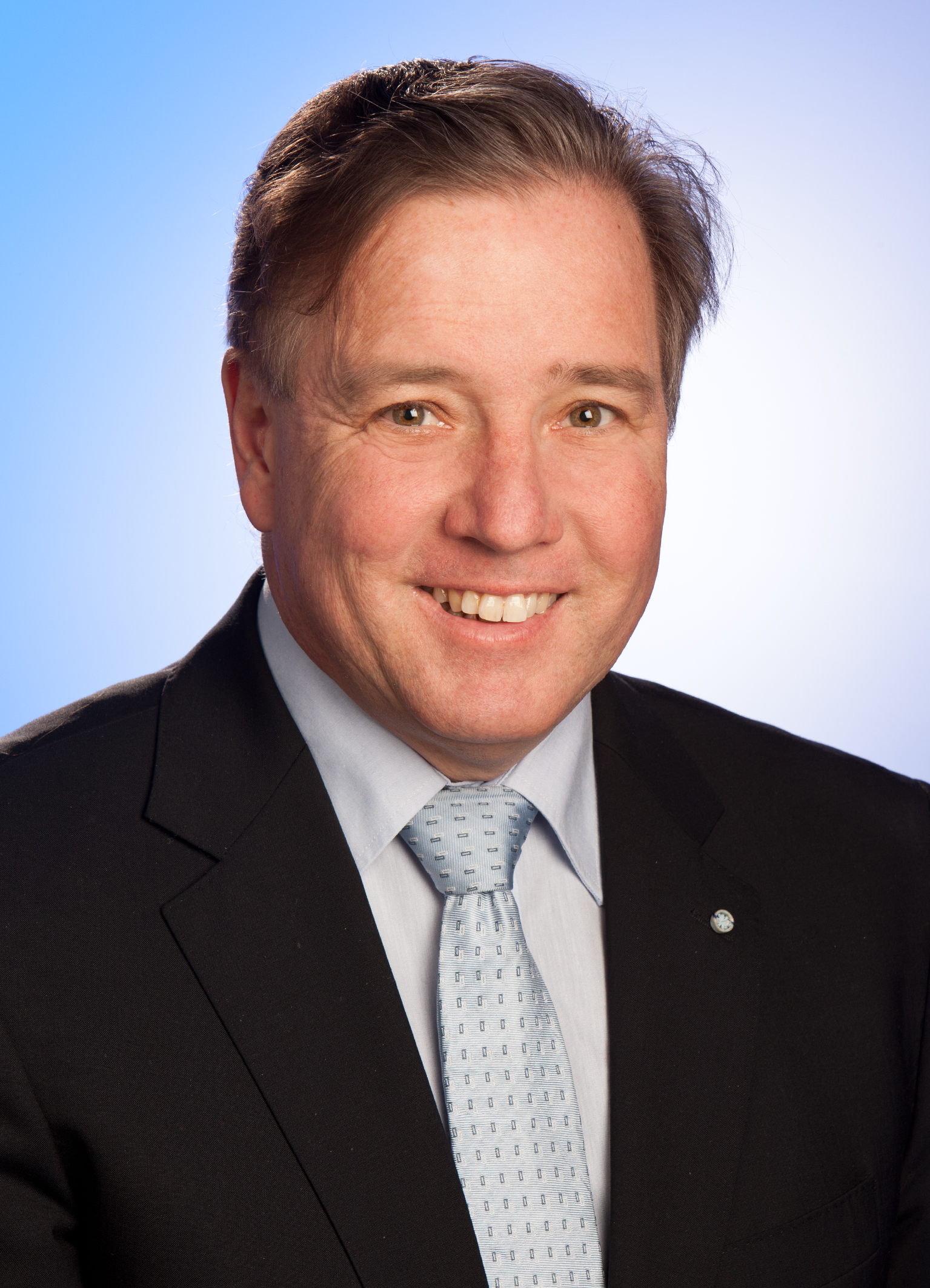
Markus Sackmann (2013)

Markus Sackmann (* 1. März 1961 in Roding; † 4. September 2015 ebenda) war ein deutscher Jurist und Politiker (CSU). Von 1990 bis 2013 war er Mitglied des Bayerischen Landtages für den Stimmkreis Cham. Von 1991 bis zu seinem Tod gehörte er dem Parteivorstand der CSU an. Von 2007 bis 2008 war er Staatssekretär im Bayerischen Wirtschaftsministerium und von 2008 bis 2013 im Bayerischen Sozialministerium. Dort engagierte er sich insbesondere für die Stärkung des Ehrenamtes.

## Beruflicher und politischer Werdegang
Nach der Volksschule Roding besuchte Sackmann das humanistisch-neusprachliche Robert-Schuman-Gymnasium in Cham und legte dort 1981 das Abitur ab. Er leistete Grundwehrdienst beim Panzeraufklärungsbataillon 4 in Roding, war anschließend Soldat auf Zeit und zuletzt Oberleutnant der Reserve. Das im Oktober 1983 aufgenommene Studium der Rechts- und Politikwissenschaften an der Universität Regensburg beendete er 1989 mit der juristischen Staatsprüfung. Ab Mai 1990 war er Stadtrat in Roding und Kreisrat im Landkreis Cham. 1990 wurde er erstmals Landtagsabgeordneter im Stimmkreis Cham (Wahlkreis Oberpfalz), 1991 Mitglied im CSU-Parteivorstand. Von 1991 bis 1995 war er Landesvorsitzender der Jungen Union Bayern.
1993 wurde er Vorsitzender des CSU-Kreisverbandes Cham, 1995 stellvertretender Vorsitzender des CSU-Bezirksverbandes Oberpfalz. Im Zuge der Ermittlungen gegen Sackmanns Fraktionskollegen Hans Wallner kam 1997 auch bei Sackmann eine private Nutzung von Diensttelefonen des Landtages zu Tage. Er zahlte rund 600 DM für deren nichtdienstliche Verwendung umgehend nach. Von 2003 bis 2007 war er stellvertretender Vorsitzender der CSU-Fraktion im Bayerischen Landtag. Von 2005 bis 2007 war er Schatzmeister der CSU-Landtagsfraktion, von 2007 bis 2008 Staatssekretär im Bayerischen Staatsministerium für Wirtschaft, Infrastruktur, Verkehr und Technologie und Vorsitzender des Staatssekretär-Ausschusses „Ländlicher Raum in Bayern“.
Am 30. Oktober 2008 wurde Sackmann Staatssekretär im Bayerischen Staatsministerium für Arbeit und Sozialordnung, Familie und Frauen. Dort setzte sich Sackmann u. a. für eine Stärkung des Ehrenamtes ein und stieß die Einführung der bayerischen Ehrenamtskarte an. Er versammelte die maßgeblichen Akteure der Freiwilligenarbeit in Bayern am „Runden Tisch Bürgerschaftliches Engagement“, der unter seiner Leitung ein Grundsatzpapier mit Empfehlungen für die Zukunft der ehrenamtlichen Arbeit formulierte, das 2011 von der Staatsregierung gebilligt wurde. 2014 wurde die bayerische Ehrenamtskarte zum 50.000 Mal in einem Festakt im Bayerischen Landtag verliehen.
Sackmann wurde von der Süddeutschen Zeitung zu denjenigen Politikern gezählt, die sich durch Fleiß und Sachpolitik auf der politischen Karriereleiter hochgearbeitet haben.
Anfang April 2013 gab er bekannt, dass er aufgrund einer Erkrankung nicht mehr für die bayerische Landtagswahl 2013 kandidieren werde. Im Juli 2013 wurde er erneut zum Kreisvorsitzenden der CSU im Landkreis Cham gewählt. Außerdem wurde er im Dezember 2013 mit dem besten Ergebnis bei den Beisitzerwahlen wieder in den Parteivorstand der CSU gewählt.
Bei den Kommunalwahlen 2014 wurde Sackmann erneut in den Rodinger Stadtrat sowie in den Kreistag des Landkreises Cham gewählt.

## Privates
Sackmann war verheiratet und hatte zwei Kinder. Sein Vater war der Chemiker, Landrat und bayerische Wirtschaftsstaatssekretär Franz Sackmann. Im Sommer 2012 wurden drei Hirntumore bei ihm diagnostiziert. Am 4. September 2015 erlag er im Rodinger Krankenhaus seinem Krebsleiden.

## Ehrenämter
- Vorsitzender des Bezirksverbandes Niederbayern/Oberpfalz im Bayerischen Roten Kreuz
- Aufsichtsratsvorsitzender des Kolping-Bildungswerkes Regensburg
- Vorsitzender der Bayerischen Arbeitsgemeinschaft Demokratischer Kreise (seit 1999, Vorgänger war seit 1960 sein Vater)
- Vizepräsident des Bayerischen Roten Kreuzes (1999 bis 2005)
- Ehrenamtsbotschafter der Bayerischen Staatsregierung

## Auszeichnungen
- Bayerische Verfassungsmedaille in Silber (2006)
- Bayerischer Verdienstorden (2010)
- Kreisehrenzeichen in Gold des Landkreises Cham (2013)
- Bayerische Verfassungsmedaille in Gold (2013)[10]
- Bundesverdienstkreuz am Bande (2014)[11]